# Down Along the Cove
«Down Along the Cove» es una canción del músico estadounidense Bob Dylan, publicada en el álbum de estudio John Wesley Harding. La canción fue grabada en una única toma en el estudio A de los Columbia Row Music Studios de Nashville el 29 de noviembre de 1967.

## Historia
«Down Along the Cove» presenta una instrumentación musical mínima y un estilo semejante al blues, con Bob Dylan al piano y Peter Drake tocando el pedal steel guitar.
Dylan debutó la canción en directo en el EMU Ballroom de la Universidad de Oregón en Eugene (Oregón) el 14 de junio de 1999. A continuación, la tocó con regularidad hasta su última interpretación en directo en Roma, Italia el 16 de junio de 2006.

## Versiones
«Down Along the Cove» ha sido versionada en varias ocasiones. El artista folk británico Davey Graham versionó la canción en su álbum de 1969 Hat, mientras que Georgie Fame la grabó también a finales de la década de 1970. Su versión aparece en el álbum recopilatorio Somebody Stole My Summer.

## Personal
- Bob Dylan: voz y piano
- Peter Drake: pedal steel guitar
- Kenneth Buttrey: batería
- Charlie McCoy: bajo